# Anders Gustaf Ekeberg

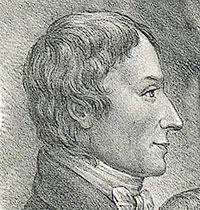
Anders Gustaf Ekeberg

Anders Gustaf Ekeberg (16.1.1767 Stockholm – 11.2.1813 Uppsala) là một nhà hóa học người Thụy Điển đã khám phá ra nguyên tố tantali năm 1802.
Ekeberg theo học ở Đại học Uppsala từ năm 1784, tốt nghiệp năm 1788, được bổ nhiệm làm docent về hóa học năm 1794 và giảng nghiệm viên năm 1799.
Năm 1795, cùng với Pehr von Afzelius,ông đã đề nghị đặt tên khoa học bằng tiếng Thụy Điển cho Oxy (syre) Hiđrô (väte), Nitơ (kväve) trong tập sách Försök till svensk nomenklatur för chemien, lämpad efter de sednaste upptäckterne.
Năm 1799, ông được bầu làm hội viên Viện Hàn lâm Khoa học Hoàng gia Thụy Điển (Royal Swedish Academy of Sciences). Ông là cháu của Carl Gustaf Ekeberg.